# Église Saint-Benoît de Saint-Benoist-sur-Mer
Pour les articles homonymes, voir Église Saint-Benoît.
L’église Saint-Benoît est une église dédiée à saint Benoît de Nursie et située à Saint-Benoist-sur-Mer, dans le département de la Vendée, en France.

## Historique
- Si vous ne connaissez pas le sujet, laissez ce bandeau (vous pouvez alors contacter les auteurs).
- Si vous supprimez le contenu mis en cause (vous pouvez préalablement contacter les auteurs),

argumentez précisément cette suppression dans la page de discussion
(un manque de référence n'est pas un argument ; une recherche réelle de référence doit avoir été effectuée, être formellement documentée).
Elle est inscrite au titre des Monuments historiques depuis le 18 décembre 1956. Les vestiges archéologiques présents dans ses murs sont les témoins de la riche histoire de cet édifice religieux. La nef ainsi qu'une partie du clocher apparaissent comme étant les parties les plus anciennes, la nef daterait du XIe siècle. Au XVIIe siècle, l'église est utilisée comme place d'armes pour les huguenots. Elle fut reprise par les Royalistes en 1621. De nos jours, elle est visitable et c'est sur le toit de l'église que trône un mystérieux lapin fumant la pipe.
Trois légendes sont associées à ce lapin[réf. non conforme].
Première légende : pendant la Guerre de Cent Ans, Saint Benoist-sur-Mer possédait un port et un prieuré. Lors du bombardement des navires britanniques, l'église fut partiellement détruite, et les moines procédèrent immédiatement à sa reconstruction. L’un d'eux, trouvant un bloc de pierre à sa convenance, y sculpta un lapin qui, comme son auteur, fumait la pipe. Une fois l’église réparée, les moines, trouvant l’œuvre si bien réussie, décidèrent de l’installer sur le toit de l’église.
Deuxième légende : un curé de Saint-Benoist-sur-Mer nourrissait ses lapins en fumant la pipe pendant le Carême, jusqu’au moment où il reçut la visite inopinée de son évêque. Se sentant pris en faute, il jeta sa pipe dans la cage à lapins.
Troisième légende : une personne âgée a rapporté ce récit que lui avait raconté son grand-père, charpentier dans l’équipe d’ouvriers qui a rénové l’église en 1860. Parmi les maçons se trouvait un joyeux luron, connu pour faire la cour aux filles du pays. On l’appelait le « chaud lapin ». Les travaux une fois terminés, ses camarades sculptèrent un lapin en plâtre et le posèrent sur le toit de l’église en lui disant : « tu ne pourras plus faire la cour aux filles, nous t’avons monté sur l’église ! » Ce dernier, amusé, monta lui-même ajouter une pipe au lapin.

## Architecture
- Si vous ne connaissez pas le sujet, laissez ce bandeau (vous pouvez alors contacter les auteurs).
- Si vous supprimez le contenu mis en cause (vous pouvez préalablement contacter les auteurs),

argumentez précisément cette suppression dans la page de discussion
(un manque de référence n'est pas un argument ; une recherche réelle de référence doit avoir été effectuée, être formellement documentée).
L'église était à l'origine une chapelle qui faisait probablement partie d'un prieuré, comme une porte murée semble en témoigner sur la façade sud. Elle est de plan longitudinal à clocher-porche, alors que la plupart des églises de l'époque sont de plan en croix latine.
Au XIe siècle, la première construction consiste en une nef d'un seul vaisseau quadrangulaire, précédé d'une tour carrée comprenant un narthex au rez-de-chaussée[source insuffisante] et un clocher à l'étage. Ces parties sont encore debout aujourd'hui. Le narthex est surplombé d'une coupole romane sur trompes, c'est-à-dire que la coupole repose sur de petits arcs coupant les quatre angles du carré, formant une section hexagonale. Une trompe a disparu, probablement lors de la destruction partielle de l'église à la Guerre de Cent Ans, avant sa fortification.
Dans la deuxième moitié du XIIe siècle, y est ajouté le chœur surmonté d'une coupole[source insuffisante] en croisée d'ogive gothique angevin. C'est probablement à cette époque, lors du règne de Richard Cœur de Lion, que ce chœur fut élevé à l'occasion du changement de statut du prieuré, alors élevé au rang d'abbaye. Le chœur est équipé d'un retable très décoré, datant du XVIIIe siècle. Sans doute lors de la guerre de Cent Ans, au XIVe ou au XVe siècle, l'église est fortifiée pour abriter les villageois habitant trop loin des châteaux forts les plus proches, qui se trouvaient à Moricq et à Curzon. C'est de cette époque que datent les gros contreforts flanquant la nef, et les deux tourelles encadrant le porche de l'église.

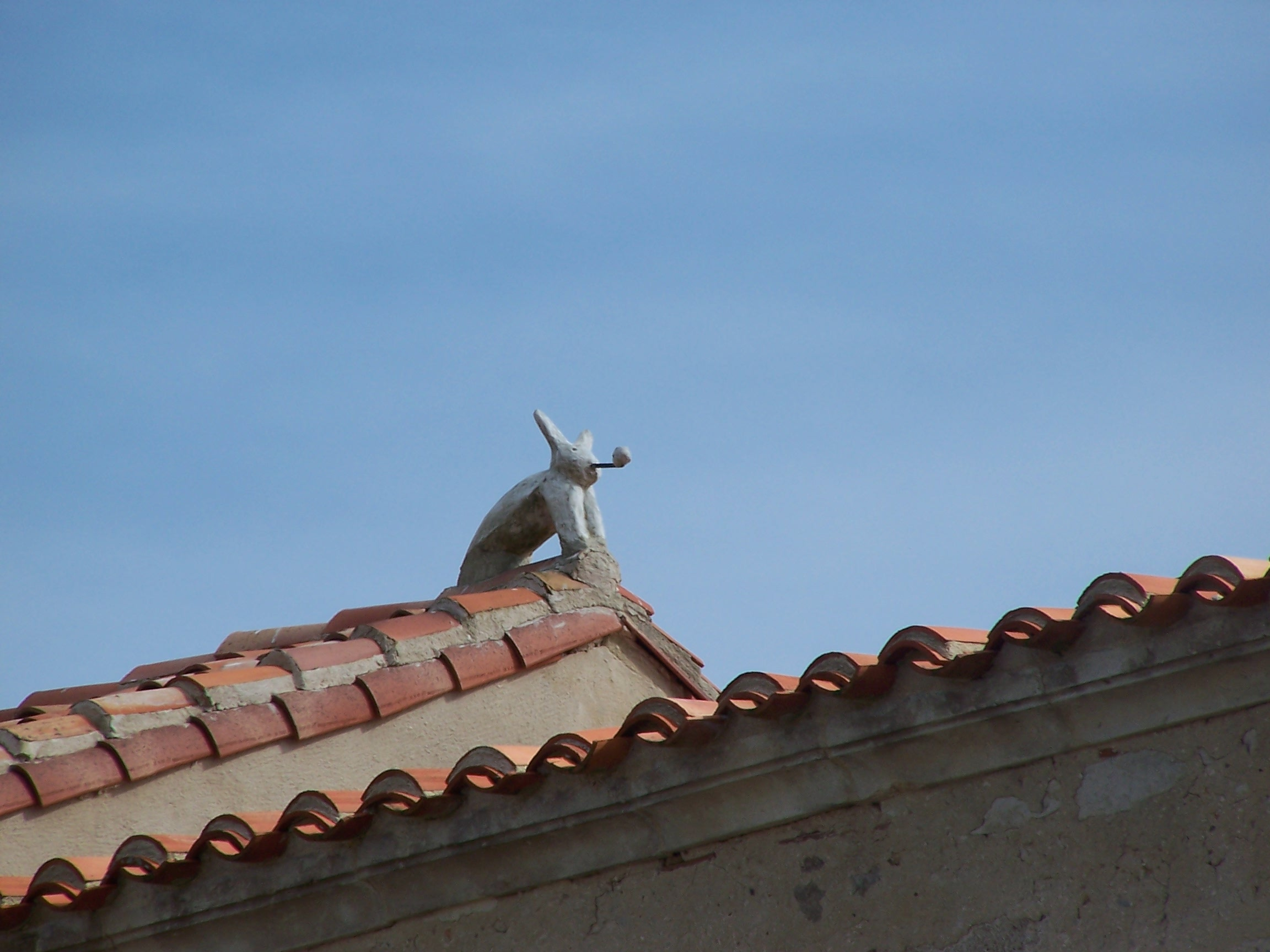
Le mystérieux lapin, sur le toit de l'église.
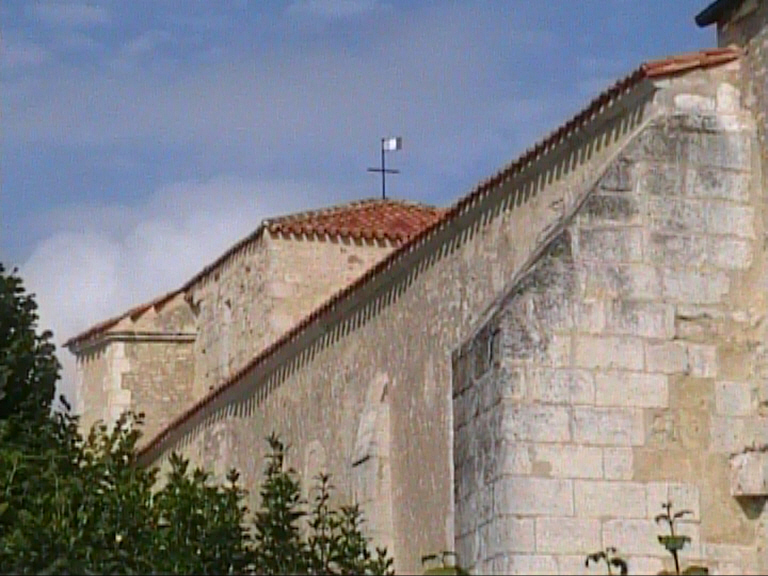
L'église vue Est.
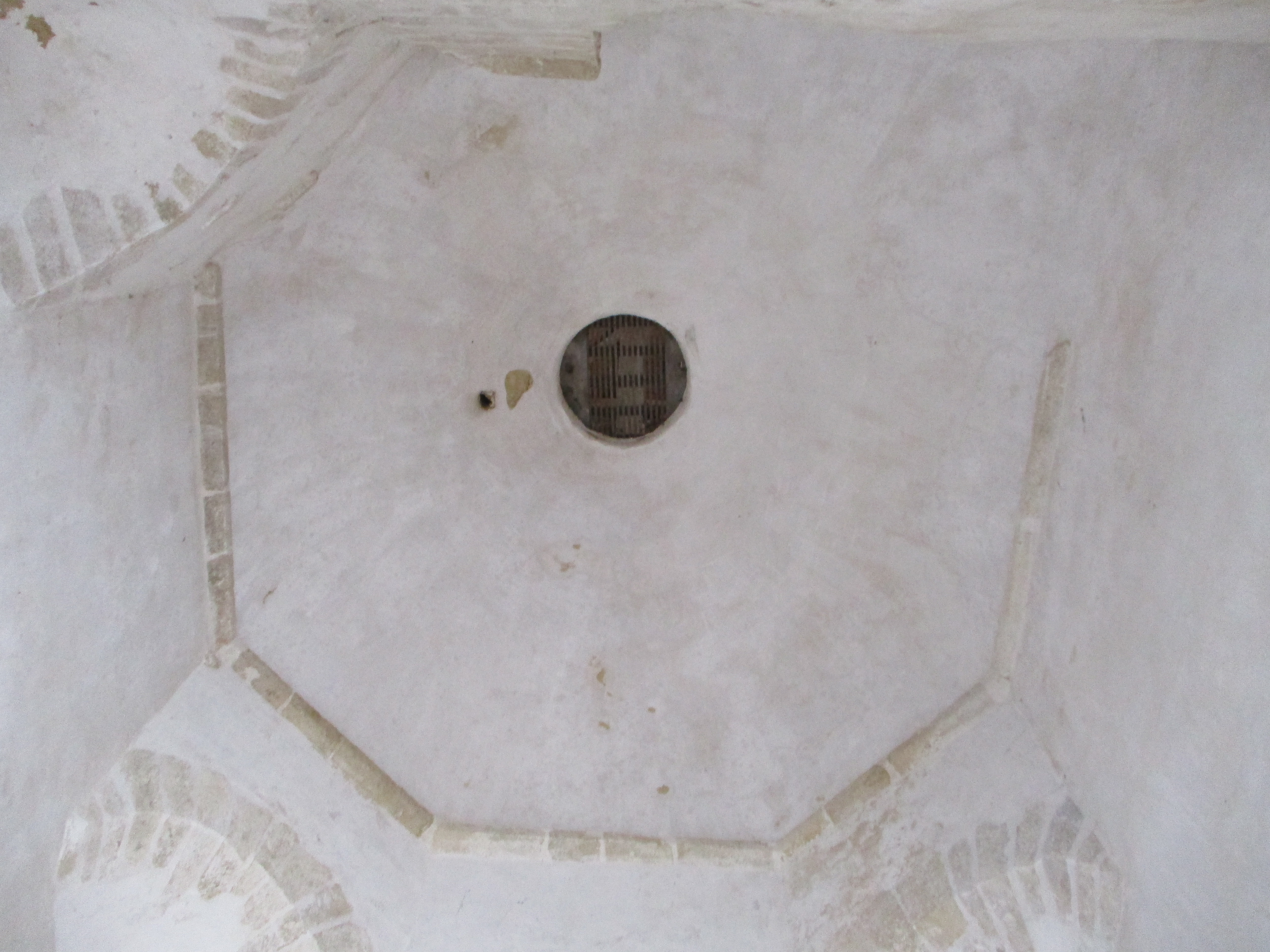
Coupole romane sur trompes, narthex.
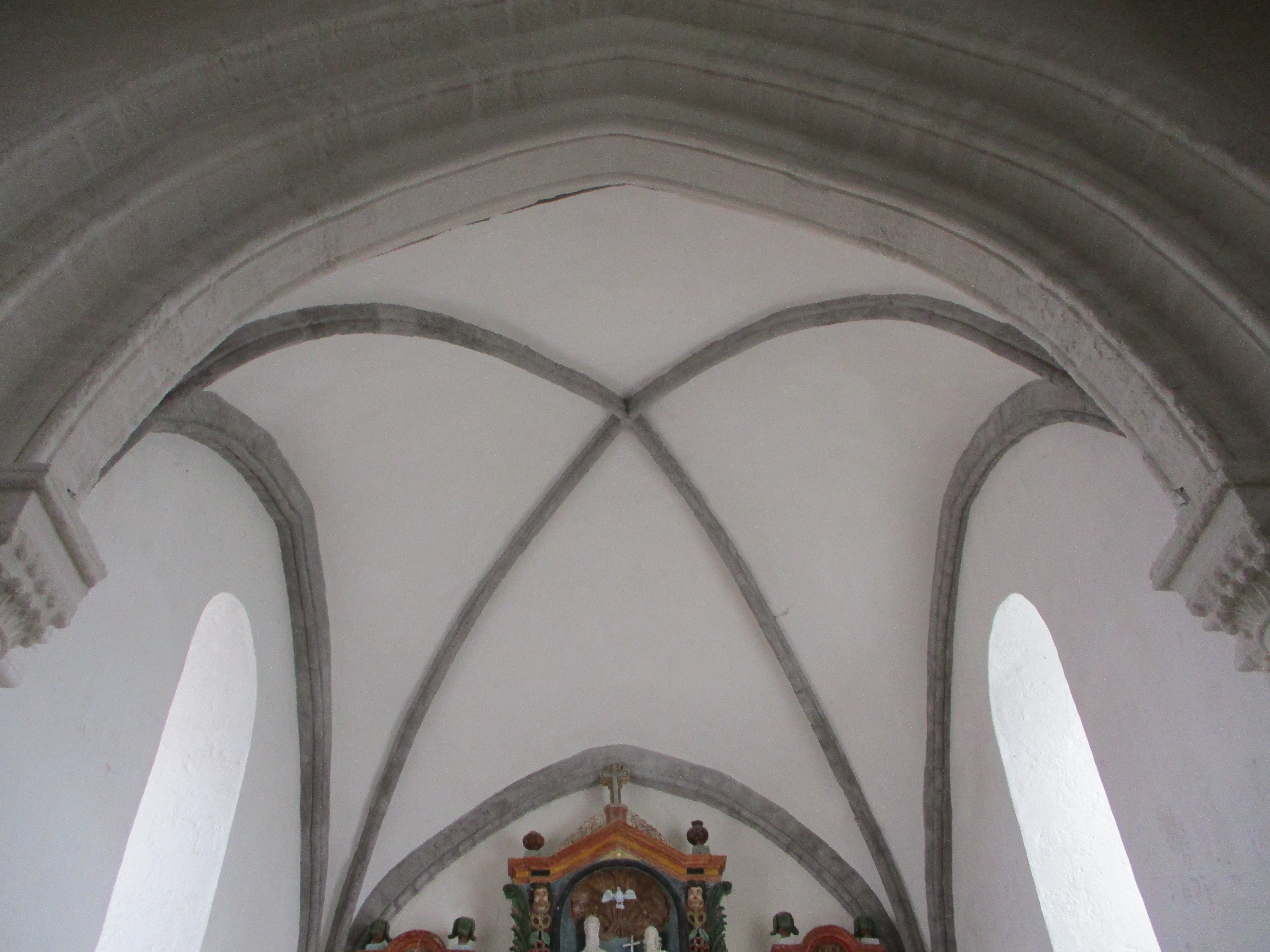
Voûte style gothique angevin, chœur du XIIe siècle.